# Meredith Whittaker

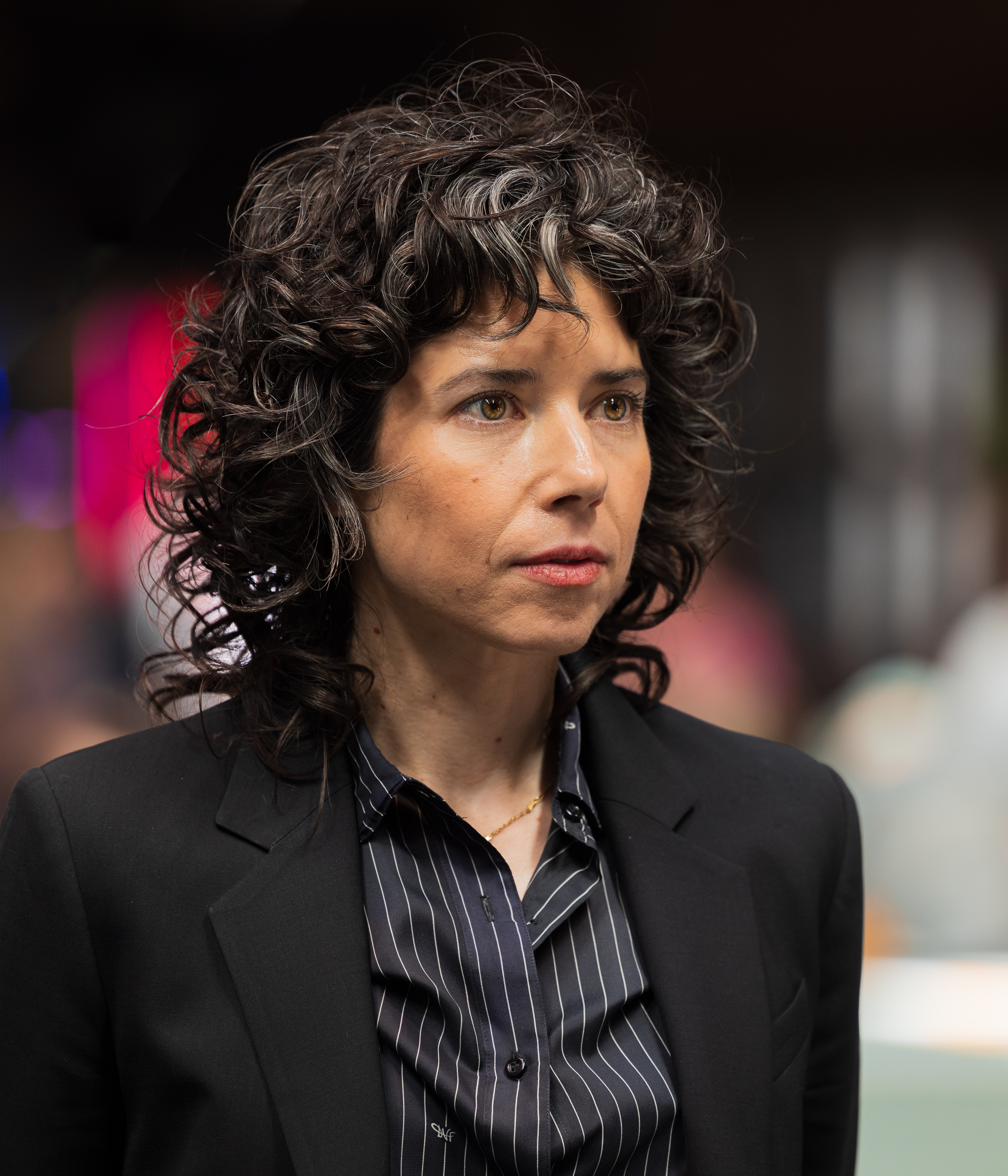
Meredith Whittaker nel 2023

Meredith Whittaker (...) è un'informatica e dirigente d'azienda statunitense. È la presidente della fondazione Signal e fa parte del suo consiglio di amministrazione. In precedenza è stata Minderoo Research Professor presso l'Università di New York e co-fondatrice e direttrice dell'AI Now Institute. Ha inoltre ricoperto il ruolo di consulente sull’intelligenza artificiale per la presidente della Federal Trade Commission Lina Khan ed è elencata tra le 100 persone più influenti per l'intelligenza artificiale dal Time nel 2023. Whittaker ha lavorato presso Google per 13 anni, dove ha fondato il gruppo Open Research di Google e ha co-fondato l'M-Lab. Nel 2018 è stata una delle principali organizzatrici dei Google Walkouts e si è dimessa dall'azienda nel luglio 2019.

## Istruzione
Whittaker ha completato la sua laurea in retorica e letteratura inglese presso l'Università della California - Berkeley.

## Ricerca e carriera
Whittaker è la presidente della fondazione Signal e fa parte del consiglio di amministrazione. In precedenza è stata ricercatrice Minderoo alla New York University e direttrice dell'AI Now Institute della New York University.
Entrò a far parte di Google nel 2006. Ha fondato Google Open Research che ha collaborato con le comunità open source e accademiche su questioni relative alla misurazione della neutralità della rete, alla privacy, alla sicurezza e alle conseguenze sociali dell'intelligenza artificiale. Whittaker è stata relatrice al World Summit sull’intelligenza artificiale del 2018. Ha scritto per l' American Civil Liberties Union.
Whittaker è una dei fondatori di M-Lab, un sistema di misurazione della rete, distribuito a livello globale che fornisce la più grande fonte al mondo di dati aperti sulle prestazioni di internet. Ha lavorato ampiamente su questioni di: convalida dei dati, privacy, implicazioni sociali dell’intelligenza artificiale, economia politica della tecnologia e movimenti sindacali nel tecnologia e dell’industria tecnologica. Si è espressa con favore sulla necessità di privacy e contro l'indebolimento della crittografia. Ha prestato consulenza alla Casa Bianca, alla Federal Communications Commission, alla Federal Trade Commission, alla città di New York, al Parlamento europeo e a molti altre organizzazioni civili e governative in materia di intelligenza artificiale, politica di Internet, privacy e sicurezza.

### AI Now
Whittaker è la co-fondatrice ed ex-direttrice dell'AI Now Institute presso la New York University, un importante istituto universitario dedicato alla ricerca sulle implicazioni sociali dell'intelligenza artificiale e delle relative tecnologie, che ha avviato con Kate Crawford nel 2017 dopo un simposio ospitato dalla Casa Bianca. AI Now è partner della Tandon School of Engineering della New York University, del New York University Center for Data Science e di Partnership on AI. Hanno prodotto relazioni annuali che esaminano le implicazioni sociali dell’intelligenza artificiale, compresi pregiudizi, diritti e libertà.

### Testimonianza al congresso

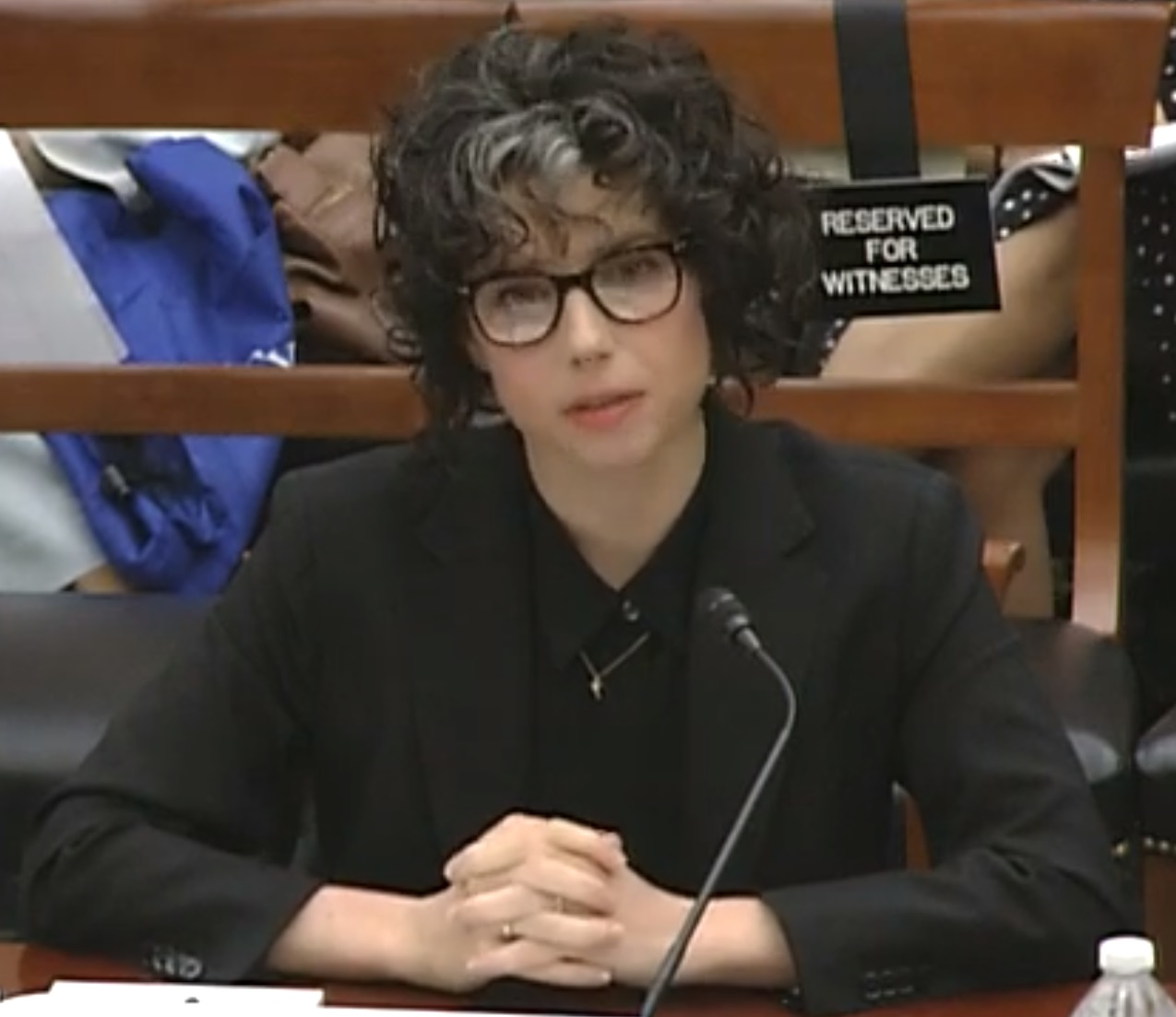
Whittaker durante la sua testimonianza davanti alla Commissione per la scienza, lo spazio e la tecnologia nel 2019

Whittaker ha testimoniato davanti al congresso, inclusa la testimonianza al comitato per la scienza, lo spazio e la tecnologia degli Stati Uniti su "Intelligenza artificiale: implicazioni sociali ed etiche" nel giugno 2019. Nella sua testimonianza, Whittaker ha fatto riferimento a ricerche e casi che dimostrano come i sistemi di intelligenza artificiale possano consolidare pregiudizi e replicare comportamenti dannosi. Ha chiesto protezione per i whistleblower del settore tecnologico, sostenendo che la centralità della tecnologia nelle istituzioni sociali fondamentali e l’opacità dell’implementazione della tecnologia rendono tali divulgazioni cruciali per l’interesse pubblico.
Ha testimoniato alla commissione di vigilanza della camera su “Tecnologia di riconoscimento facciale: garantire trasparenza e accuratezza commerciale” nel gennaio 2020. Ha evidenziato i problemi strutturali del riconoscimento facciale e l'economia politica del settore, dove queste tecnologie vengono utilizzate da attori potenti su attori meno potenti in modi che possono consolidare l'emarginazione. Ha sostenuto che il "pregiudizio" non è la preoccupazione principale e ha messo in guardia contro un eccessivo affidamento su verifiche tecniche che potrebbero essere utilizzate per giustificare l'uso di sistemi senza affrontare questioni strutturali come l'opacità dei sistemi di riconoscimento facciale e le dinamiche di potere che accompagnano il loro utilizzo. La sua testimonianza ha anche evidenziato la mancanza di un solido supporto scientifico per alcune delle affermazioni utilizzate dai venditori privati, e ha chiesto di porre fine all'uso di queste tecnologie.

### Federal Trade Commission
Nel novembre 2021, Lina Khan ha confermato che Whittaker è entrata a far parte della Federal Trade Commission (FTC) degli Stati Uniti come consulente senior per l'intelligenza artificiale. Una volta annunciato che diventerà presidente di Signal, all'inizio del settembre 2022, ha comunicato la fine del suo mandato alla FTC.

### Signal
Il 6 settembre 2022, Whittaker ha annunciato che avrebbe assunto la carica di presidente della fondazione Signal il 12 settembre. Signal ha descritto il ruolo come "una nuova posizione creata in collaborazione con la leadership di Signal".

## Attivismo
Nel 2018, Whittaker è stata una degli organizzatori principali dei Google Walkouts, durante i quali oltre 20000 dipendenti Google sono scesi in piazza in tutto il mondo per protestare contro la cultura aziendale in merito alle accuse di molestie sessuali e sorveglianza dei cittadini. Hanno rilasciato una serie di richieste, alcune delle quali sono poi state soddisfatte da Google.
Lo sciopero è stato provocato dal pagamento di 90 milioni di dollari da parte di Google al vicepresidente Andy Rubin, accusato di molestie sessuali, e dal coinvolgimento dell'azienda nel Progetto Maven, contro il quale più di tremila dipendenti Google hanno firmato una petizione. Il progetto è stato avviato tramite un contratto tra l'esercito statunitense e Google, attraverso il quale Google avrebbe dovuto sviluppare tecnologie di visione artificiale per il programma statunitense sui droni. A seguito delle proteste, Google non ha rinnovato il contratto con Maven.
Whittaker faceva parte del movimento che chiedeva a Google di riconsiderare il proprio consiglio etico sull’intelligenza artificiale dopo la nomina di Kay Coles James, presidente della Heritage Foundation che ha combattuto contro le protezioni per le persone LGBT e sostenuto il muro di confine proposto da Donald Trump. Whittaker ha affermato di aver dovuto affrontare ritorsioni da parte di Google e ha scritto in una lettera aperta che le era stato chiesto dalla società di "abbandonare il suo lavoro" per far rispettare l'etica nella tecnologia presso l'AI Now Institute.
In una nota condivisa internamente dopo le sue dimissioni, Whittaker ha chiesto ai lavoratori del settore tecnologico di "riunirsi in organizzazioni sindacali in un modo funzionale, per proteggere gli obiettori di coscienza e i whistleblower, pretendere di sapere a cosa si sta lavorando e come ciò viene utilizzato e costruire solidarietà con altri lavoratori del settore tecnologico al di fuori della propria azienda".
Whittaker promuove organizzazioni sindacali all’interno della Silicon Valley e la lotta alle molestie sessuali, alla disuguaglianza di genere e al razzismo nella tecnologia.

## Pubblicazioni principali
- (EN) Meredith Whittaker, The steep cost of capture, in ACM Interactions, vol. 28, n. 6, dicembre 2021,  pp. 50-55, DOI:10.1145/3488666.
- (EN) Vgontzas Nantina e Whittaker, Meredith, These Machines Won’t Kill Fascism: Toward a Militant Progressive Vision for Tech, in The Nation, 29 gennaio 2021.
- (EN) Sadowski, Jathan, Viljoen, Salomé e Whittaker, Meredith, Everyone should decide how their digital data are used — not just tech companies, in Nature, 2021, DOI:10.1038/d41586-021-01812-3.
- (EN) Whittaker, Meredith, Alper, Meryl, Bennett, Cynthia L., Hendren, Sara, Kaziunas, Elizabeth, Mills, Mara, Ringel Morris, Meredith, Rankin, Joy, Rogers, Emily, Salas, Marcel e West, Sarah Myers, Disability, bias, and AI, su AI Now Institute, novembre 2019.
- (EN) West, Sarah Myers, Whittaker, Meredith e Crawford, Kate, Discriminating Systems: Gender, Race, and Power in AI, su AI Now Institute, aprile 2019.
- (EN) Reisman, Dillon, Schultz, Jason, Crawford, Kate e Whittaker, Meredith, Algorithmic impact assessments: A practical framework for public agency accountability., su AI Now Institute, Aprile 2018.
- (EN) Yuste, R. et al., Four ethical priorities for neurotechnologies and AI, in Nature, 2017, DOI:10.1038/551159a.